# Cisticola bulliens
El cistícola murmurador (Cisticola bulliens) es una especie de ave paseriforme de la familia Cisticolidae que habita en el suroeste de África.

## Distribución y hábitat
Se encuentra en el oeste de Angola y los extremos sudoccidentales de la República Democrática del Congo y la República del Congo. Sus hábitats naturales son las sabanas secas y los herbazales tropicales de tierras bajas.

## Subespecies
Se reconocen las siguientes:
- C. b. septentrionalis Tye, 1992 — noroeste de Angola y sudeste de la República Democrática del Congo;
- C. b. bulliens Lynes, 1930 — centro-oeste a sudoeste de Angola.